# Annibale Gagini
Annibale Gagini (Palermo, ... – Palermo, 26 gennaio 1607) è stato un orafo e scultore italiano.

## Biografia
Annibale Gagini altrimenti noto come Nibilio o Nubilio, figlio di Giacomo Gagini, appartiene alla quarta generazione della corrente lombardo-ticinese dei Gagini o Gaggini in Sicilia. Anch'egli scultore, seguendo la tradizione familiare per la statuaria e la scultura, coniuga le capacità di cesello applicandole all'oreficeria e all'argenteria, determinando un'attività rappresentata da numerose opere tardogotiche autografe, spaziando per lo stile Rinascimentale fino alle nuove esperienze con tendenze manieristiche.
Il giovane Nibilio, attivo dal 1564 al 1607, si forma nella bottega di Pietro Ciaula, orefice palermitano, del quale sposa la figlia Giovannella. È padre di Franceschella Gagini, Giuseppe Gagini suo futuro stretto collaboratore e Giacomo Gagini junior futuro prete. Le figlie Geronima e Cecilia lasciate nubili. Francesca e Laura sposate ai maestri argentieri palermitani Francesco Verdino e Niccolò Naclelio.
I capolavori d'oreficeria sparsi per la Sicilia e già scarsamente documentati subirono la spoliazione operata da Ferdinando I delle Due Sicilie per risanare le disastrate casse del Regno. Tra essi numerose opere di Annibale Gagini.
È sepolto nella Cappella della Compagnia della Carità, detta di Sant'Ivone, nella Chiesa di San Giacomo la Marina o Chiesa Santa Maria la Nova di Palermo.

## Opere

### Caltanissetta e provincia
- 1598, "Reliquiari", manufatti argentei raffiguranti San Pietro Apostolo e San Paolo Apostolo, opere custodite nel Museo Diocesano di Caltanissetta.
- 1600, "Croce astile", manufatto argenteo commissionato dalla chiesa di Santa Croce, opera oggi custodita nel Museo diocesano di Caltanissetta.

### Catania e provincia
- 1603, "Arca di San Giacomo", manufatto argenteo eseguito in collaborazione col figlio Giuseppe Gagini, opera conservata nella basilica di San Giacomo di Caltagirone.[1]

### Enna e provincia
- 1595, "Candelieri", manufatti argentei prodotti per la chiesa di Maria Santissima della Visitazione di Enna oggi custoditi al Museo Alessi.[1]

### Messina e provincia
- 1600, "Custodia", manufatto argenteo per il Santissimo Sacramento, opera commissionata dalla comunità amastratina, Mistretta.
- 1601 - 1604, "Ostensorio", manufatto argenteo commissionato per la cattedrale di Santa Lucia di Mistretta.[2]

### Palermo e provincia
- XVI secolo, "Pallio", manufatto in tessuto con inserti argentei raffiguranti Vite di Santi documentato nella basilica abbaziale di San Martino delle Scale di Monreale.
- XVI secolo, "Cartagloria", manufatto argenteo documentato nella basilica abbaziale di San Martino delle Scale di Monreale.
- 1581, "Candelieri", manufatti argentei documentato nella basilica abbaziale di San Martino delle Scale di Monreale.[3]
- 1595, "Reliquiario", manufatto argenteo e cristallo documentato nella basilica abbaziale di San Martino delle Scale di Monreale.[4]
- 1583, "Medaglie Commemorative", celebranti la collocazione della prima pietra del seminario dei chierici per opera dell'arcivescovo Cesare Marullo, opere custodite nel Museo regionale siciliano di «Palazzo Abatellis» di Palermo.[5]
- 1586, "Custodia argentea per il Santissimo Sacramento" commissionato dalla chiesa di Sant'Antonio Abate di Palermo.
- 1587, "Croce gestatoria", manufatto argenteo, opera commissionata dalla cattedrale Metropolitana della Santa Vergine Maria Assunta di Palermo.[6]
- 1587, "Custodia argentea", manufatto argenteo, completamento d'opera esistente commissionata dalla chiesa di Sant'Antonio Abate di Palermo.[6]
- 1598, "Santa Lucia", simulacro argenteo, opera custodita nella cattedrale metropolitana della Santa Vergine Maria Assunta di Palermo.
- 1586, "Arca di San Gandolfo da Binasco", manufatto argenteo eseguita in collaborazione col figlio Giuseppe Gagini, Andrea Di Leo, Giovanni Zuccaro, commissionato dalla chiesa di Santa Maria Assunta di Polizzi Generosa.[7]
- 1586, Ostensorio d'argento, opera autografa commissionata dalla chiesa di Santa Maria Assunta di Polizzi Generosa.[8]

### Trapani e provincia
- 1583, "Navicella d'incenso", manufatto argenteo, opera commissionata per la chiesa dell'Annunziata di Alcamo.[9]
- 1585, "Reliquario", manufatto argenteo contenente il teschio di Sant'Alberto degli Abbati, attribuzione, opera custodita nella basilica santuario di Maria Santissima Annunziata di Trapani.
- 1596, "Pace", manufatto argenteo sbalzato e cesellato, opera custodita in collezione privata a Trapani.

### Siracusa e provincia
- 1600 (?), "Cassa argentea", manufatto argenteo costituente il basamento su cui poggia il simulacro argenteo di Santa Lucia decorato con bassorilievi che rappresentano le scene di vita della martire. Opera custodita nella Cappella di Santa Lucia della cattedrale di Santa Lucia di Siracusa.
- 1599, "Custodia argentea.